# Světlana Kitovová
Světlana Kitovová (rusky Светлана Китова) (25. června 1960, Dušanbe – 20. listopadu 2015) byla sovětská atletka, běžkyně.

## Sportovní kariéra
V osmdesátých letech 20. století patřila do evropské mílařské špičky. V roce 1983 se stala halovou mistryní Evropy v běhu na 800 metrů, v roce 1986 pak získala titul evropské halové šampionky v běhu na 1500 metrů. V této disciplíně vybojovala na halovém mistrovství Evropy v roce 1987 stříbrnou medaili a ve stejné sezóně pak bronzovou medaili na světovém halovém šampionátu. Úspěšná byla také v roce 1989 – tentokrát na evropském šampionátu v hale v běhu na 1500 metrů skončila třetí, na mistrovství světa v hale druhá.